# Barraca del Mas de l'Espasa
La Barraca del Mas de l'Espasa és una barraca de vinya de Calafell (Baix Penedès) protegida com a Bé Cultural d'Interès Local.
Actualment és a la vora sud de l'autopista C-32, a l'est del Torrent de Montpaó, i entre els puigs de Pujal i La Roca Lliscant.

## Descripció
Barraca de pedra seca, d'ús agrícola, de planta quadrangular amb els cantons lleugerament arrodonits. Exteriorment adopta una forma acampanada. Es feta amb elements de pedra procedents del rebuig de la pedrera que hi ha molt a prop de l'indret. La barraca, d'un sol espai, té la porta situada al costat dret de la cara sud. La porta és de forma rectangular i té dues llindes, gairebé paral·lelepipèdiques, entre les quals hi ha una filera de maçoneria. A la part superior de la segona llinda hi ha un arc de descàrrega realitzat amb peces col·locades de cantell.. En part aprofita el desnivell del terreny. La coberta és una volta cònica -o falsa cúpula- feta amb la superposició de filades de lloses planes, formant anells, el radi dels quals va decreixent progressivament. La volta, que és feta amb blocs bastant grans, és recoberta de terra, però no hi ha lliris. A l'interior, en el mur del costat est, hi ha un armari de paret de forma quadrangular.
Murs i volta realitzats amb peces irregulars de pedra unides en sec amb l'ajut de falques, també de pedra, de dimensions més petites. Els murs tenen un rebliment de predruscall. Es tracta d'una roca calcària del Miocè, molt homogènia i mitjanament compacta, de color ocre.